# Втрати 703-го інженерного полку
У статті описано деталі загибелі бійців 703-го інженерного полку.

## Поіменний перелік
- Бжостовський Ігор Євгенович, солдат, 31 серпня 2014-го під Маріуполем.
- Суский Вадим Миколайович, підполковник, 31 серпня 2014-го під Маріуполем.
- Шубак Ігор Романович, солдат, 31 серпня 2014-го під Маріуполем.
- Малецький Роман Михайлович, солдат, 31 серпня 2014-го під Маріуполем.
- Струсь Андрій Андрійович, солдат, 31 серпня 2014-го під Маріуполем.
- Дорошенко Володимир Павлович, солдат, 31 серпня 2014-го під Маріуполем.
- Вислоцький Тарас Григорович, старший прапорщик, 30 вересня 2014, Донецька область,
- Мірошник В'ячеслав Володимирович — старший лейтенант, 24 квітня, помер від поранень
- Демковський Дмитро Михайлович, сержант, 4 липня 2015,
- Цап Роман Петрович, солдат, 4 липня 2015,
- Фляк Ігор Романович, капітан, 5 серпня 2015, помер від хвороби, на яку захворів у зоні бойових дій.
- Борута Василь Михайлович, старший сержант, 2 вересня 2015, Покровське.
- Безейко Олег Васильович, старшина, 30 липня 2016, Олександро-Калинове, Костянтинівський район[1]
- Гук Андрій Мирославович, старшина, 24 вересня 2016, помер від поранень[2]
- 20 вересня 2024; підполковник Лапчук Василь Степанович
- 28 березня 2025,  Намісняк Володимир, 32 роки. водій 2 автомобільного відділення спеціальних машин. Загинув  поблизу населеного пункту Покровськ Донецької області.